# Ancistrus bodenhameri
Espèce
Ancistrus bodenhameri est une espèce de poissons-chats.
Ancistrus bodenhameri peut atteindre onze centimètres. Il est présent dans le lac Maracaibo au Venezuela et dans les cours d'eau de la région.